# Henry Petty-Fitzmaurice, VI marchese di Lansdowne
Henry William Edmund Petty-Fitzmaurice, VI marchese di Lansdowne (Dorchester, 14 gennaio 1872 – Marylebone, 5 marzo 1936), è stato un militare e politico britannico.

## Biografia
Lansdowne era figlio di Henry Petty-Fitzmaurice, V marchese di Lansdowne e della moglie Maud, marchesa di Lansdowne, figlia di James Hamilton, I duca di Abercorn, e di Lady Louisa Jane Russell, a sua volta figlia di John Russell, VI duca di Bedford; era cugino di James Hamilton, III duca di Abercorn e dalla sua nascita fino al decesso del padre, nel 1927, portò il titolo di Conte di Kerry.
Dopo gli studi presso la Royal Military Academy Sandhurst, Lansdowne entrò come sottotenente in un battaglione di volontari dell'Oxfordshire Light Infantry, per poi essere trasferito come tenente nelle Grenadier Guards (1895) e nelle Irish Guards (1906) come capitano, giungendo al grado di maggiore nel 1906. Partecipò alla Seconda guerra boera e nel 1900 ricevette la Distinguished Service Order; congedatosi dall'esercito, ritornò a farne parte durante la prima guerra mondiale come ufficiale di linea e con il grado di tenente colonnello. Si ritirò definitivamente dall'esercito britannico nel 1919.
Lansdowne fu anche un politico, fu membro del Partito Liberale Unionista per il West Derbyshire dal 1908 al 1918; fece parte del Senato dello Stato Libero d'Irlanda tra il 1922 e il 1929 come membro del consiglio esecutivo.
Il 16 febbraio 1904 aveva sposato Elizabeth Caroline Hope (1886-1969) ed ebbero cinque figli:
- Katherine Evelyn Costance Petty-Fitzmaurice (1912-1995), sposò nel 1933 Edward Clive Bingham, III visconte Morsey (1906-1979) ed ebbe discendenza. Nel 1944 il fratello Charles Petty-Fitzmaurice, VII marchese di Lansdowne la insignì del titolo di XII baronessa di Nairne e Derreen House and Gardens.

- Henry Maurice John Petty-Fitzmaurice, conte di Kerry (1913-1933), morto senza eredi.

- Charles Petty-Fitzmaurice, VII marchese di Lansdowne (1917-1944), ufficiale dell'esercito britannico durante la Seconda Guerra Mondiale, cadde in combattimento in Italia.

- Lord Edward Norman Petty-Fitzmaurice (1922-1944), caduto in Normandia.

- Lady Elizabeth Mary Petty-Fitzmaurice (nata il 16 marzo 1927), ha sposato il maggiore Charles William Lambton, nipote di George Lambton, II conte di Durnham, ed ebbe discendenza.

## Ascendenza
|                                                      |                                       |                                           | Genitori                                        |  |  | Nonni |  |  | Bisnonni                                              |  |  | Trisnonni                                |  |
|                                                      |                                       |                                           |                                                 |  |  |       |  |  | 8. Henry Petty-Fitzmaurice, III marchese di Lansdowne |  |  | 16. William Petty, II conte di Shelburne |  |
|                                                      |                                       |                                           |                                                 |  |  |       |  |  | 8. Henry Petty-Fitzmaurice, III marchese di Lansdowne |  |  | 16. William Petty, II conte di Shelburne |  |
|                                                      |                                       | 17. Louisa FitzPatrick                    |                                                 |  |  |       |  |  | 8. Henry Petty-Fitzmaurice, III marchese di Lansdowne |  |  |                                          |  |
| 4. Henry Petty-FitzMaurice, IV marchese di Lansdowne |                                       |                                           |                                                 |  |  |       |  |  | 8. Henry Petty-Fitzmaurice, III marchese di Lansdowne |  |  |                                          |  |
|                                                      |                                       | 9. Louisa Fox-Strangways                  | 18. Henry Fox-Strangways, II conte di Ilchester |  |  |       |  |  |                                                       |  |  |                                          |  |
|                                                      |                                       | 9. Louisa Fox-Strangways                  | 18. Henry Fox-Strangways, II conte di Ilchester |  |  |       |  |  |                                                       |  |  |                                          |  |
|                                                      |                                       | 9. Louisa Fox-Strangways                  | 19. Maria Teresa O'Grady                        |  |  |       |  |  |                                                       |  |  |                                          |  |
| 2. Henry Petty-Fitzmaurice, V marchese di Lansdowne  |                                       | 9. Louisa Fox-Strangways                  |                                                 |  |  |       |  |  |                                                       |  |  |                                          |  |
|                                                      |                                       | 10. Charles Joseph, conte de Flahaut      | 20. Charles-Maurice de Talleyrand-Périgord      |  |  |       |  |  |                                                       |  |  |                                          |  |
|                                                      |                                       | 10. Charles Joseph, conte de Flahaut      | 20. Charles-Maurice de Talleyrand-Périgord      |  |  |       |  |  |                                                       |  |  |                                          |  |
|                                                      |                                       | 10. Charles Joseph, conte de Flahaut      | 21. Adelaide Filleul                            |  |  |       |  |  |                                                       |  |  |                                          |  |
| 5. Emily Petty-FitzMaurice, marchesa di Lansdowne    |                                       | 10. Charles Joseph, conte de Flahaut      |                                                 |  |  |       |  |  |                                                       |  |  |                                          |  |
|                                                      |                                       | 11. Margaret Mercer Elphinstone           | 22. George Elphinstone, I visconte Keith        |  |  |       |  |  |                                                       |  |  |                                          |  |
|                                                      |                                       | 11. Margaret Mercer Elphinstone           | 22. George Elphinstone, I visconte Keith        |  |  |       |  |  |                                                       |  |  |                                          |  |
|                                                      |                                       | 11. Margaret Mercer Elphinstone           | 23. Jane Mercer                                 |  |  |       |  |  |                                                       |  |  |                                          |  |
| 1. Henry Petty-Fitzmaurice, VI marchese di Lansdowne |                                       | 11. Margaret Mercer Elphinstone           |                                                 |  |  |       |  |  |                                                       |  |  |                                          |  |
|                                                      | 12. James Hamilton, visconte Hamilton | 24. John Hamilton, I marchese di Abercorn |                                                 |  |  |       |  |  |                                                       |  |  |                                          |  |
|                                                      | 12. James Hamilton, visconte Hamilton | 24. John Hamilton, I marchese di Abercorn |                                                 |  |  |       |  |  |                                                       |  |  |                                          |  |
|                                                      | 12. James Hamilton, visconte Hamilton | 25. Catherine Copley                      |                                                 |  |  |       |  |  |                                                       |  |  |                                          |  |
| 6. James Hamilton, I duca di Abercorn                | 12. James Hamilton, visconte Hamilton |                                           |                                                 |  |  |       |  |  |                                                       |  |  |                                          |  |
|                                                      |                                       | 13. Harriet Douglas                       | 26. John Douglas                                |  |  |       |  |  |                                                       |  |  |                                          |  |
|                                                      |                                       | 13. Harriet Douglas                       | 26. John Douglas                                |  |  |       |  |  |                                                       |  |  |                                          |  |
|                                                      |                                       | 13. Harriet Douglas                       | 27. Frances Lascelles                           |  |  |       |  |  |                                                       |  |  |                                          |  |
| 3. Maud Hamilton                                     |                                       | 13. Harriet Douglas                       |                                                 |  |  |       |  |  |                                                       |  |  |                                          |  |
|                                                      |                                       | 14. John Russell, VI duca di Bedford      | 28. Francis Russell, marchese di Tavistock      |  |  |       |  |  |                                                       |  |  |                                          |  |
|                                                      |                                       | 14. John Russell, VI duca di Bedford      | 28. Francis Russell, marchese di Tavistock      |  |  |       |  |  |                                                       |  |  |                                          |  |
|                                                      |                                       | 14. John Russell, VI duca di Bedford      | 29. Elizabeth Keppel                            |  |  |       |  |  |                                                       |  |  |                                          |  |
| 7. Louisa Jane Russell                               |                                       | 14. John Russell, VI duca di Bedford      |                                                 |  |  |       |  |  |                                                       |  |  |                                          |  |
|                                                      |                                       | 15. Georgiana Gordon                      | 30. Alexander Gordon, IV duca di Gordon         |  |  |       |  |  |                                                       |  |  |                                          |  |
|                                                      |                                       | 15. Georgiana Gordon                      | 30. Alexander Gordon, IV duca di Gordon         |  |  |       |  |  |                                                       |  |  |                                          |  |
|                                                      |                                       | 15. Georgiana Gordon                      | 31. Jane Maxwell                                |  |  |       |  |  |                                                       |  |  |                                          |  |
|                                                      |                                       | 15. Georgiana Gordon                      |                                                 |  |  |       |  |  |                                                       |  |  |                                          |  |